# Achyranthes javanica
Achyranthes javanica är en amarantväxtart som först beskrevs av Nicolaas Laurens Nicolaus Laurent Burman, och fick sitt nu gällande namn av Christiaan Hendrik Persoon. Achyranthes javanica ingår i släktet Achyranthes och familjen amarantväxter. Inga underarter finns listade i Catalogue of Life.